# Indumentaria de artes marciales mixtas
La indumentaria en artes marciales mixtas se refiere a la ropa deportiva usada en el entrenamiento y competiciones relacionadas con este deporte, y a las marcas de moda vinculadas a la escena de las MMA.

## Descripción
Los guantes de artes marciales mixtas y los pantalones cortos de MMA son las únicas piezas permitidas durante peleas profesionales. Este tipo de vestimenta se diferencia de la ropa de moda en AMM, que incluye camisetas, sudaderas, gorras y sombreros.
Varias marcas de ropa han desarrollado sus propias líneas de vestuario de MMA, incluyendo a Affliction Clothing, No Fear, Ecko Unlimited y Emerson Brand Apparel.

## Venta
Los ingresos totales de las ventas de ropa de MMA llegan a cientos de millones de dólares al año, con TapouT y Affliction registrando más de $100 millones cada una.